# Radeburg

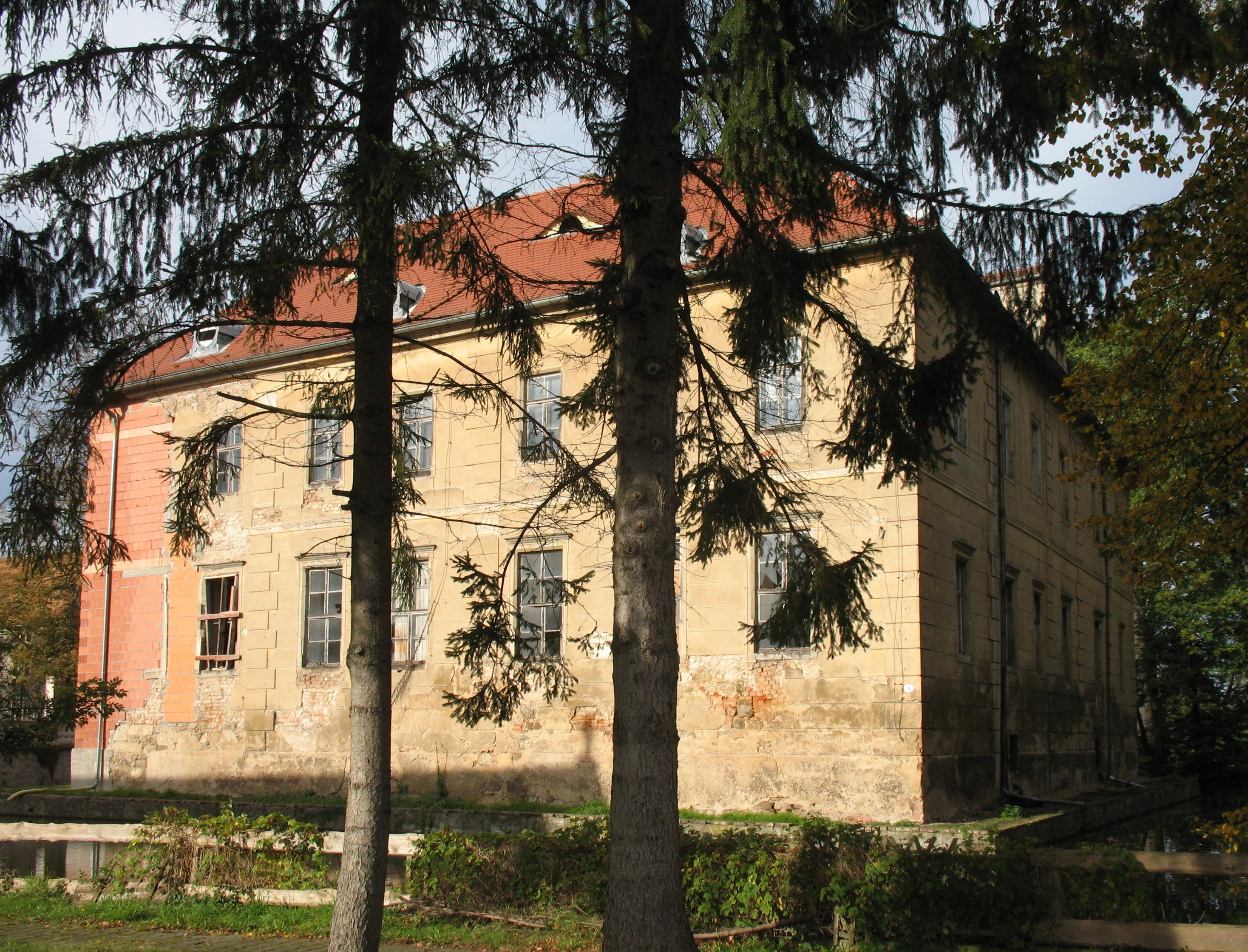

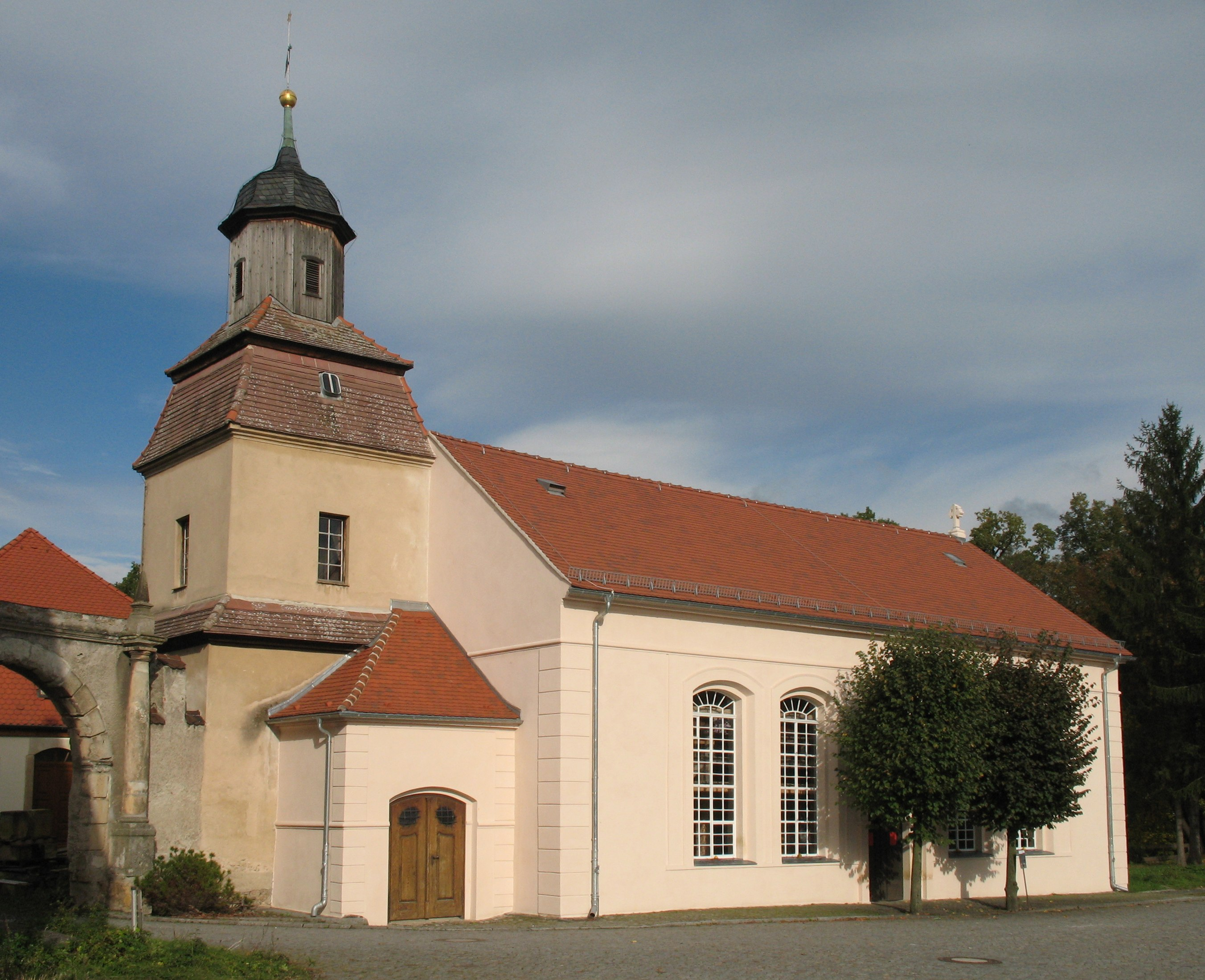

Radeburg là một thị xã ở huyện of Meißen, trong bang tự do Sachsen, Đức. Đô thị Radeburg có diện tích 54 km², dân số thời điểm ngày 31 tháng 12 năm 2006 là 7880 người. Radeburg có cự ly 19 km về phía đông của Meißen, và 18 km về phía bắc Dresden.